# جون بلاك (رسامة)
جون بلاك (بالإنجليزية: June Black)‏ هي رسامة نيوزيلندية، ولدت في 22 مارس 1910 في أوكلاند في نيوزيلندا، وتوفي بنفس المكان في 1 نوفمبر 2009.